# Quartinia
Quartinia is een geslacht van vliesvleugelige insecten van de familie plooivleugelwespen (Vespidae).

## Soorten
- Q. canariensis Bluethgen, 1958
- Q. cretica Gusenleitner, 1994
- Q. guichardi Richards, 1969
- Q. parvula Dusmet, 1909
- Q. soikai Richards, 1962
- Q. tenerifina Richards, 1969